# ビジンマン
『ビジンマン』は、原作：永井豪、作画：近藤豪志による日本の漫画作品。『週刊少年チャンピオン』（秋田書店）にて、2010年45号から47号までと、2011年46号から48号までの、2度にわたり短期連載された。

## あらすじ
お嬢様学校で知られる麗私（うるわし）学園は荒れていた。生徒の1割を占めるドブス達が、学校で暴れ回るからだ。 しかし、教師でさえ避けて通るドブス軍団「冷泥巣団」の前に、謎のヒーロー・ビジンマンが颯爽と登場。その強さの前に、ドブス達はたちまち退散する。突如現れた謎の美女ビジンマン。その正体が、新人男性教師の男山正であることを知る者はいない。

## 登場人物
男山 正（おやま ただし）
私立麗私学園の新人教師。美少女が多いことで知られる女子校の教師になれたことで喜んでいたが、ドブス達の悪逆に閉口している。幼少の頃より父・男山正道に鍛えられ、一子相伝の男山流拳法を習得している。その実力は達人の域に達するほど強いが、それを知る者は父以外にはいない。
ビジンマン
麗私学園の平和を守る謎のヒーロー。マスクで顔を隠し、ウサギの耳をつけ、網タイツをはいて、マントを羽織っている。その正体は、女装した男山正。男山流拳法の技を使って戦う。
ビジンマンを最初に名乗ったのは、学生時代に、姉の化粧品を借りて女装し、女湯を覗きに行った際に、他の覗き魔たちを拳法で叩きのめした時。乳房はフィギュアの最新素材DXポリマー製。
正野 道（しょうの みち）
麗私学園の美人女教師。学生時代は新体操の選手だったために体が柔らかい。冷泥巣団のドブス達を注意したために逆恨みされ、捕まって卑猥なポーズをとるよう強要される。
桃花 ぴんく（ももはな ぴんく）
麗私学園の生徒。人目を引く美少女なため、「冷泥巣団」に目をつけられ、何度も恥ずかしい目に遭わされる。胸の大きさはスイカ並。
大尻 エリカ（おおじり エリカ）
麗私学園の生徒。
乳山 みるく（ちちやま みるく）
麗私学園の生徒。眼鏡をかけた黒い髪の少女。
美陀 乱子（みだ らんこ）
「冷泥巣団」のリーダー。「冷泥巣団」はドブスの集団だが、リーダーの乱子だけは美人。美陀裸流空手の継承者で、道場主の養女。
ミダラマスク
ビジンマンを倒すために現れた謎の怪人。場末のストリッパーのような淫らな格好で男を惑わす。その正体は、美陀乱子。ビジンマンが女に弱いと気づき、その弱点を攻めるべく肌もあらわな姿で戦う。しかし、ビジンマンが本当に好きなのは清純なエロかわいさであったために、その淫らさが通じず、敗れる。
ニューミダラマスク
ビジンマンを倒すために現れた謎の怪人。場末のストリッパーのような淫らな格好をしている。その正体は、美陀乱子。毛見狩魔人と手を組み、ビジンマンの正体を暴こうとする。
地円 マキ（ちえん マキ）
冷泥巣団の一員。体が大きく力も強いドブス。一度暴れだすと止まらない。男を前にした時は、意外と純情。
影山（かげやま）
麗私学園の教師。担当は化学。27歳だが若ハゲで、年齢よりも老けて見える。生徒につけられたあだ名は「ハゲ山」。
毛見狩魔人（けみかるまじん）
自称・変態化学者。アイマスクで顔を隠し、男性器にフラスコをかぶせただけの全裸に、白衣を着用している。毛見狩というのは、毛を見ると狩りたくなるという趣味と、化学を意味するケミカル(chemical)の、2つの意味をかけたネーミング。その正体は、影山。

## 用語
男山流拳法（おやまりゅうけんぽう）
一子相伝の拳法。男山家に伝わる古い拳法だが、世間にはあまり知られていない様子である。
美陀裸流空手（みだらりゅうからて）
男も女も、戦う時は全裸になる空手流派。稽古の際には、腰にふんどしエプロンだけを着ける。ふんどしエプロンは、越中褌の丈を短くしたもので、動き回るとすぐに股間が見えてしまう。門弟達は、一緒に稽古をする美陀乱子の裸が見たくて、月謝を値上げされても道場に通い続ける。
冷泥巣団（レディースだん）
私立麗私学園のドブス達により結成された不良集団。親がモンスターペアレントであるため、教師達の多くはその悪事を見て見ぬふりをしている。リーダーは美陀乱子。
ミダラ少女隊（ミダラしょうじょたい）
ニューミダラマスクに付き従う、半裸姿で顔をマスクで隠したドブスたち。その正体は、変装した冷泥巣団。
センイ・トロケール
毛見狩魔人が発明した悪魔の薬品。繊維にかければたちまち繊維を溶かして蒸気と化し、その蒸気がまた繊維を溶かし、周囲にある繊維をすべて溶かし終わるまで止まらないという「服だけ溶かす薬」。